# Turośl (Podlachie)
Pour les articles homonymes, voir Turośl.
Turośl est un village de la gmina rurale de Turośl et du Powiat de Kolno, dans la Voïvodie de Podlachie, au nord-est de la Pologne.